# Karakaj
Karakaj je naseljeno mjesto u sastavu općine Zvornik, Republika Srpska, BiH.

## Zemljopis
Pod Karakajem se danas podrazumijeva širi prostor od mosta za cestovni promet na Drini na jugu do Čelopeka na sjeveru i od Drine na istoku do mosta na rijeci Sapni i Jardana na zapadu. Na prostoru uzvodno uz rijeku Hoču i uz sadašnji put prema Tuzli, nalazi se zaseok Đile.

## Povijest
Brojna su arheološka nalazišta na području Karakaja iz neolita. Locirana je poslije grčka kolonija, kasnije zamijenjena keltskom. Iliri su držali ovo područje koje su potom osvojili Rimljani. U ranom srednjem vijeku, pod vlašću Bizanta pa Ostrogota i opet Bizanta. U 6. stoljeću pojavili su se Slaveni. U srednjem vijeku promijenio je vlasnike između Bosne, Hrvatske i Srbije. 
Selo Karakaj je nekad bilo rijetko naseljeno. Nalazilo se u Zvorničkom polju uz cestu Zvornik —  Kozluk, pružajući se od Meteriza i Debelog brda do Tomina hana i puta što se odvaja ka Sapni. U njemu je živjelo isključivo srpsko stanovništvo. Nekoliko srpskih kuća nalazilo se i po rubnim dijelovima okolnih brda. Ime je dobilo po stijeni Kara kaja (od turskih riječi kara - crna i kaja - stijena). Kara kaja se nalazi iznad puta i mosta na Drini. Đile, dio Karakaja naseljen muslimanima, nastale se najvjerojatnije 1862. godine.
Zvorničko pravoslavno groblje, koje se nalazilo u podnožju Kahvenjače iznad Kuljanskog puta, premješteno je 1870-ih u Karakaj. Od 1878. u sjevernom dijelu groblja pokapano je i katoličko stanovništvo. Uz srebreničko, karakajsko je drugo rimokatoličko groblje bez kapelice u zvorničkoj župi Srca Isusova.
Za vrijeme Prvog svjetskog rata, u blizini stijene nalazilo se vojničko groblje na kojem su 1914. i 1915. pokapani austro-ugarski vojnici. Ostatci groblja bili su vidljivi do sredine 1950-ih kada im se gubi svaki trag.
Od dolaska Austro-Ugarske do 1934, u Karakaju je bio vojni poligon, a preko puta bile su vojne štale s konjima uz veterinarsku ambulantu. Za vrijeme Kraljevine Jugoslavije, postojale su javna česma i kavana Mehe Čorbegovića, koja se nalazila odmah iza Meteriza.
Između svjetskih ratova, u Karakaju su živjele srpske obitelji Blagojevići, Bokani, Jovanovići, Mitrovići i Stojkovići, muslimanske obitelji Đilići, Grebići i Rahići te njemačka obitelj Buch.
U starijim vremenima stanovništvo Karakaja bavilo se isključivo poljodjelstvom. Do 1960-ih nisu postojali ni kavana ni prodavanica te se sve moralo kupovati u Zvorniku. Izgradnjom brojnih gospodarskih objekata potkraj 1950-ih i 1960-ih, Karakaj je postao industrijska zona. U socijalističko vrijeme bilo je mnogo tvornica u gradu. Usporedno s razvitkom industrije, razvijalo se i naselje te je bio radnički grad. Karakaj je postao veća mjesna zajednica s više prodavaonica, restorana i radionica, vodovodom i kanalizacijom, nogometnim igralištem i klubom (FK Radnički, osnovan 1971.), kinom i inim objektima. Od 1972. djeluje i Tehnički školski centar.
Tijekom i poslije rata u Karakaju su se smjestile brojne srpske izbjeglice. Bile su smještene u barakama, koje su izgorjele ožujka 2012.
Nakon velikosrpske agresije u BiH, mnoge su tvornice zatvorene. Mnoga su poduzeć propala, a neke se i danas oporavljaju od rata. U Karakaju danas djeluju tvornica glinice, vezionica, gumara, tvornica čokolade, bombona i biskvita i dr. U Karakaju je danas željeznička postaja, prometna mreža i dva trgovačka centra. Zbog gospodarskih subjekata Karakaj je jedno od najrazvijenijih mjesta u Republici Srpskoj. U Karakaju je granični prijelaz iz Republike Srpske u Srbiju. U predgrađu Karakaja se stanovništvo bavi ratarstvom. U nizinskom dijelu uzgajaju kukuruz i pšenicu, a u brdima iznad Karakaja ljudi se bave voćarstvom i uzgajaju šljivu i jabuku. U okolici je razvijeno lovstvo. Današnje naselje Karakaj, koje je ranije bilo prigradska mjesna zajednica u sastavu grada Zvornika, nastalo je 2012. izdvajanjem dijelova naselja Zvornik i Jardan, na osnovi „Odluke o osnivanju naseljenog mjesta Karakaj na području općine Zvornik“ (Sl. glasnik RS 100/2012 od 30. listopada 2012. godine). 
Džamija u Đilama svečano je otvorena 2. kolovoza 2015. Građena je od 1991., a radovi su poslije velikosrpske agresije nastavljeni 2006. godine.

## Stanovništvo
Na popisu 1879, Karakaj je imao 139 stanovnika, a 1910. 225, od čega 114 muslimana, 102 pravoslavca i devet katolika. Na popisu 1921, naselje je imalo 236 stanovnika, od čega 128 pravoslavnih, 98 muslimana i 10 katolika. U popisima poslije Drugog svjetskog rata, Karakaj se tretirao kao prigradsko naselje, te se broj njegovih stanovnika iskazivao u okviru grada, kao jedna od njegove četiri mjesne zajednice. Mjesna zajednica Karakaj je 1991. imala 1.530 stanovnika, od čega 820 Muslimana i 616 Srba.

## Prosvjeta i znanost
- Tehnički školski centar
- Tehnološki fakultet, dio Sveučilišta u Istočnom Sarajevu.

## Znamenitosti
Brojne su srpske pravoslavne crkve, prelijepi mostovi preko rijeke Drine, koja je odlična za vodene športove.

## Šport
FK Radnički Karakaj, nogometni klub.

## Zanimljivosti
Rok grupa Emir Kusturica & The No Smoking Orchestra je na svom albumu „Život je čudo“ izdala pjesmu pod nazivom Karakaj u kojoj se govori o Karakaju.
Trke džipovima su uobičajene u brdima Karakaja, i privlači brojne turiste